# Edward Mellanby
Edward Mellanby GBE, KCB, FRS (8 de abril de 1884 — 30 de janeiro de 1955) foi um fisiologista britânico.
Descobriu a vitamina D e sua função na prevenção do raquitismo, em 1919.

## Artigos no British Medical Journal
A Lecture on "The Relation of Diet to Health and Disease; Some recent investigations. British Medical Journal, 12 de abril de 1930, p. 354